# Cell (tập san)
Cell là tạp chí khoa học đánh giá liên kết, xuất bản công trình nghiên cứu trên một phạm vi rộng của các ngành trong khoa học sự sống .
Lĩnh vực đăng tải bao gồm sinh học phân tử, sinh học tế bào, sinh học hệ thống, tế bào gốc, sinh học phát triển, di truyền và gen, nghiên cứu protein (proteomics), nghiên cứu ung thư, miễn dịch học, khoa học thần kinh, sinh học cấu trúc, vi sinh học, virus học (virology), sinh lý học, lý sinh, và sinh học điện toán (computational biology).
Tạp chí được Benjamin Lewin thành lập vào năm 1974 . Tạp chí xuất bản hai lần mỗi tháng phát hành bởi thành viên imprint của Elsevier là Cell Press có trụ sở tại Cambridge, Massachusetts, Hoa Kỳ.

## Tổng biên tập
- John Pham, 2018 – nay
- Emilie Marcus, 2003–2017
- Vivian Siegel, 1999–2003
- Benjamin Lewin, 1974–1999